# Pósa Mihály
Pósa Mihály (?, 1822 – Székelyudvarhely, 1852. október) színész, színigazgató. 

## Pályafutása
Az 1840-es évek elején lépett fel, majd 1844 tavaszán Kilényi Dávid marosvásárhelyi társulatában szerepelt. 1845-ben rendezőként is működött, majd miután Erdély városait bejárta, az 1850-es évek elejétől mint színigazgató is működött. Molnár György szerint: »a karakter-szerepekben sok művészi tehetséget fejtett ki«. »Sohasem volt durva, az intrikum - karaktereket játszók ama fajtájából volt való, akikből a Megyeri-iskolája után Tóth József is kikerült és azután a művészet magas fokára szállt.« Társulatában szerepeltek: Molnár György, Deési Zsigmond, Barna Bálint, Gyöngyösi Pál, valamint pénztárosként Kántorné Engelhardt Anna. Jellemszerepekben is láthatta a közönség. Meghalt afeletti bánatában, hogy neje hűtlen lett hozzá. Síremléke a székelyudvarhelyi református temetőben található.
Nejét, Pósáné Amáliát, aki drámai szende színésznő volt, Molnár György így karakterizálja: »A színpadon érdekes arcával, két fekete égő szemével, melodikusán zengő kis hangjával, középtermetének karcsúságával az Eszmeraldák, Maritánák, Zulimák olvadozó s lágy drámai szerepeiben tudott gyújtani, tapsokra indítani.« A Hölgyfutár c. lap egykori kritikusa pedig ezeket írta róla: »Az egyszerű naivságot s a felsőbb körben mozgó művelt játsziságot s a társalgási finom női ármányt sok könnyűséggel adja vissza«. (1851. máj. 22. Dési fellépésekor.)

## Fontosabb szerepei
- Moor Károly (Schiller: Haramiák)
- Arthur (Czakó: Kalmár és tengerész)
- Gémesi (Szigligeti Ede: Szökött katona)
- Kommodi Fülöp (Szerdahelyi: Marcsa, az ezred lánya)
- Frollo (Hugo–Birchpfeiffer: Notredame toronyőre)

## Működési adatai
1844–45: Kilényi; 1845 tavasza: Kolozsvár; 1845–46: Mátéfy József–Végsey Sándor; 1846–47: Kőrösy Bertalan; 1848. dec.–1849. nov.: Kolozsvár. Igazgatóként: 1851–52: Marosvásárhely; 1852: Brassó, Dés.